# Pseudochondrostoma polylepis
A Pseudochondrostoma polylepis a sugarasúszójú halak (Actinopterygii) osztályának pontyalakúak (Cypriniformes) rendjébe, ezen belül a pontyfélék (Cyprinidae) családjába tartozó faj.
Korábban a Chondrostoma nevű halnembe tartozott, Chondrostoma polylepis néven.

## Előfordulása
A Pseudochondrostoma polylepis az Ibériai-félsziget középső és nyugati felének az Atlanti-óceánba ömlő folyóiban található meg. Ilyen folyók a Miño, Duero, Mondego és Tajo; továbbá a dél-spanyolországi Guadiana, Genil és Guadalquivir folyókban él.

## Megjelenése
Átlagos testhossza 20-30 centiméter, legfeljebb 40 centiméter; de már 9 centiméteresen felnőttnek számít. 65-74 kicsi pikkelye van az oldalvonala mentén.

## Életmódja
A durva hordalékú, gyors folyású vizek medrében él, rajban, közvetlenül a talaj felett. Tápláléka férgek, apró rákok, rovarlárvák, puhatestűek, algák és halikra.

## Szaporodása
Április-májusban ívik. A kavicspadokra rakja le ikráit.